# Будівля Азовсько-Донського банку (Сімферополь)
Будівля Азовсько-Донського банку — двоповерхова будівля, що знаходиться в Сімферополі на розі вулиць Олександра Невського та Сєрова. Будівля збудована 1896 року. З 2014 року будинок займає окупаційне Міністерство фінансів Республіки Крим. Пам'ятник архітектури та містобудування.

## Історія
1852 року губернський секретар Гаврило Шидянський продав свою ділянку в центрі Сімферополя з одноповерховим будинком і двором купцю 3-ї гільдії Самойлу Вульфовичу Розенштейну. Будинок знаходився поряд з будівлями купця К. Папандупуло, міщанина Д. Маркевича та таємного радника Фабра. Розенштейн розмістив у будинку мінальну лавку, проте через пожежу власник вирішив збудувати на його місці банківську будівлю. У новому приміщенні 1896 року розмістилося відділення Азовсько-Донського комерційного банку. Двоповерхова будівля мала 15 кімнат, включаючи кабінет керуючого та захищену грошову комору. Першим керуючим банку був син Самойла Вульфовича — Мойсей Самойлович Розенштейн, спадковий почесний громадянин міста, який отримав будинок у спадок 1884 року.
1905 року власники банку вирішили розширити його, відкривши в будівлі операційну залу. Проєкт перебудови розробляли К. Кіблер та Л. Штейнгауер. До травня 1907 року площа другого поверху була збільшена на 85 квадратних сажнів.
Під час Громадянської війни в Росії 1918 року Сімферопольський міський військово-революційний комітет ухвалив рішення про націоналізацію будівлі Азовсько-Донського банку. На момент націоналізації управляючим банком був спадковий почесний громадянин У. Коген. 1924 року більшовики відкрили в будівлі народно-промисловий банк.
У роки німецької окупації, в 1941–1942 роках у будівлі Азово-Донського комерційного банку знаходилася німецька орткомендатура № 853, головний військово-адміністративний орган окупаційної влади у місті.
Після закінчення Німецько-радянської війни будинок використовувався кримським фінансовим відділом. Під час святкування 200-річчя Сімферополя у 1983 році фасади та інтер'єр будівлі було реконструйовано. Наступного року будинок був визнаний пам'яткою архітектури місцевого значення.
Після проголошення незалежності України у 1991 році у будівлі розміщувалося Міністерство фінансів Автономної Республіки Крим.

Наказом Міністерства культури та туризму України від 2010 року будівля була включена до реєстру пам'яток місцевого значення як пам'ятка архітектури та містобудування. Після анексії Криму Росією, постановою Ради міністрів Республіки Крим від 20 грудня 2016 року, будинок був визнаний об'єктом культурної спадщини Росії регіонального значення як пам'ятник містобудування та архітектури.

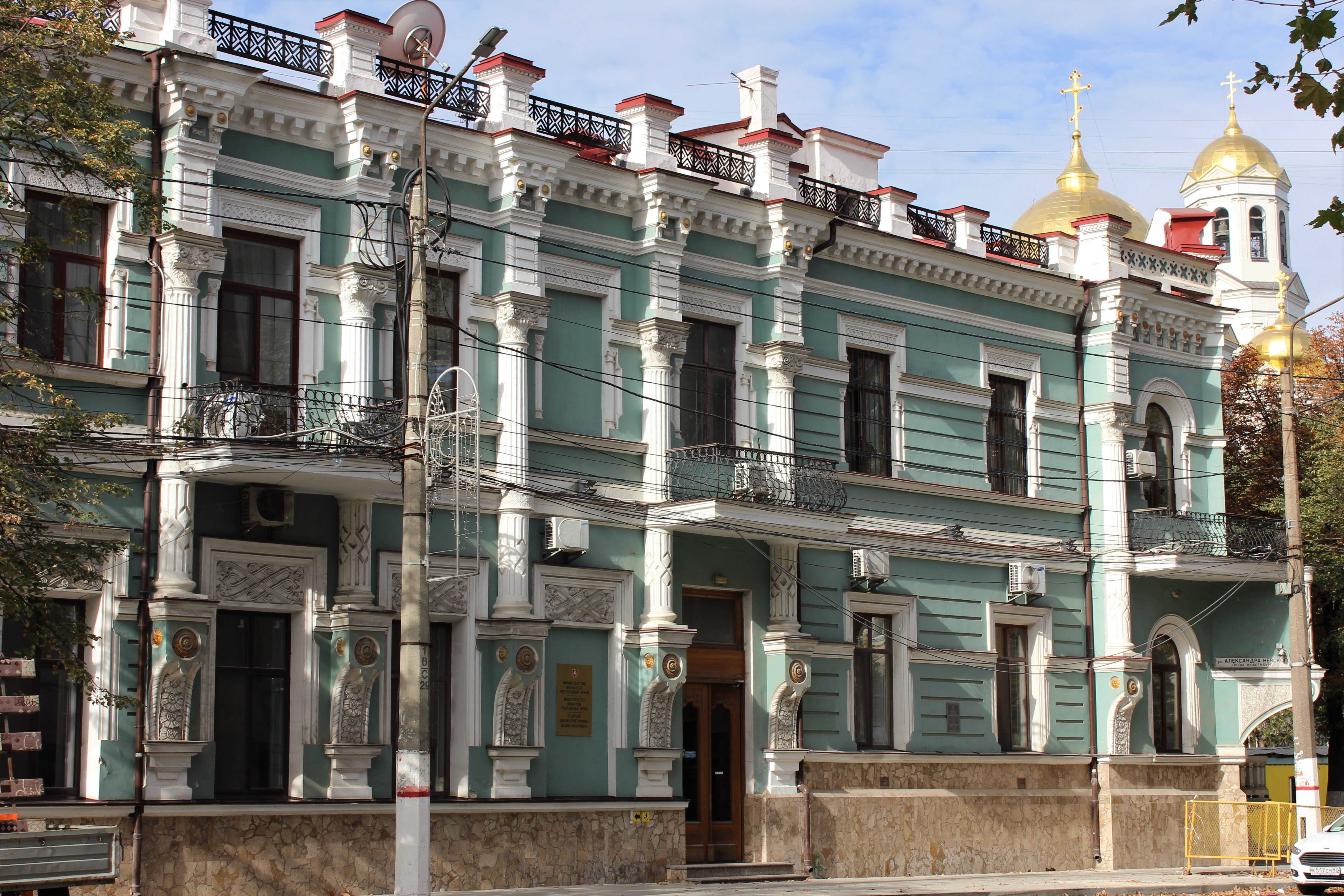
2019 рік
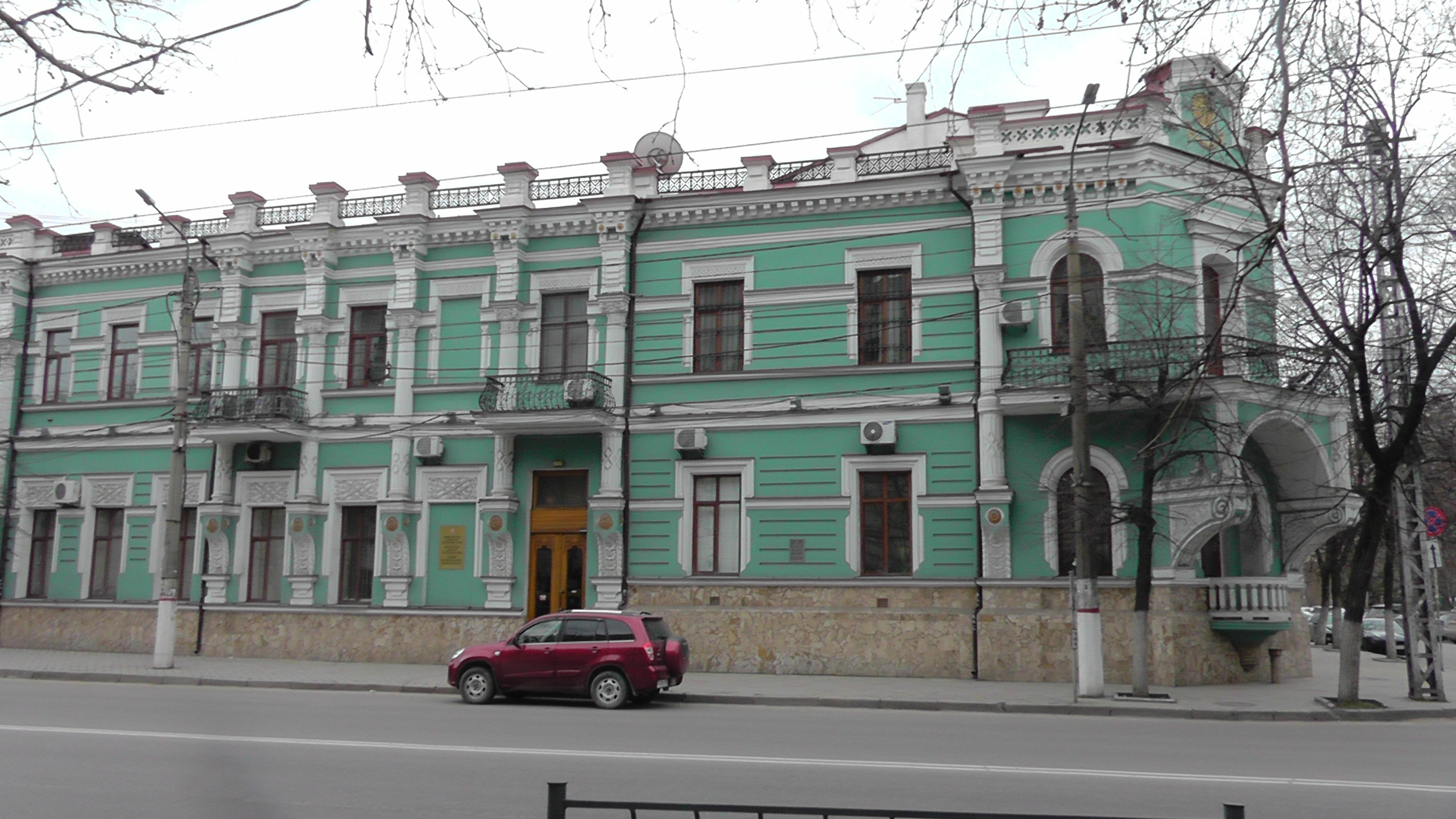
2016 рік
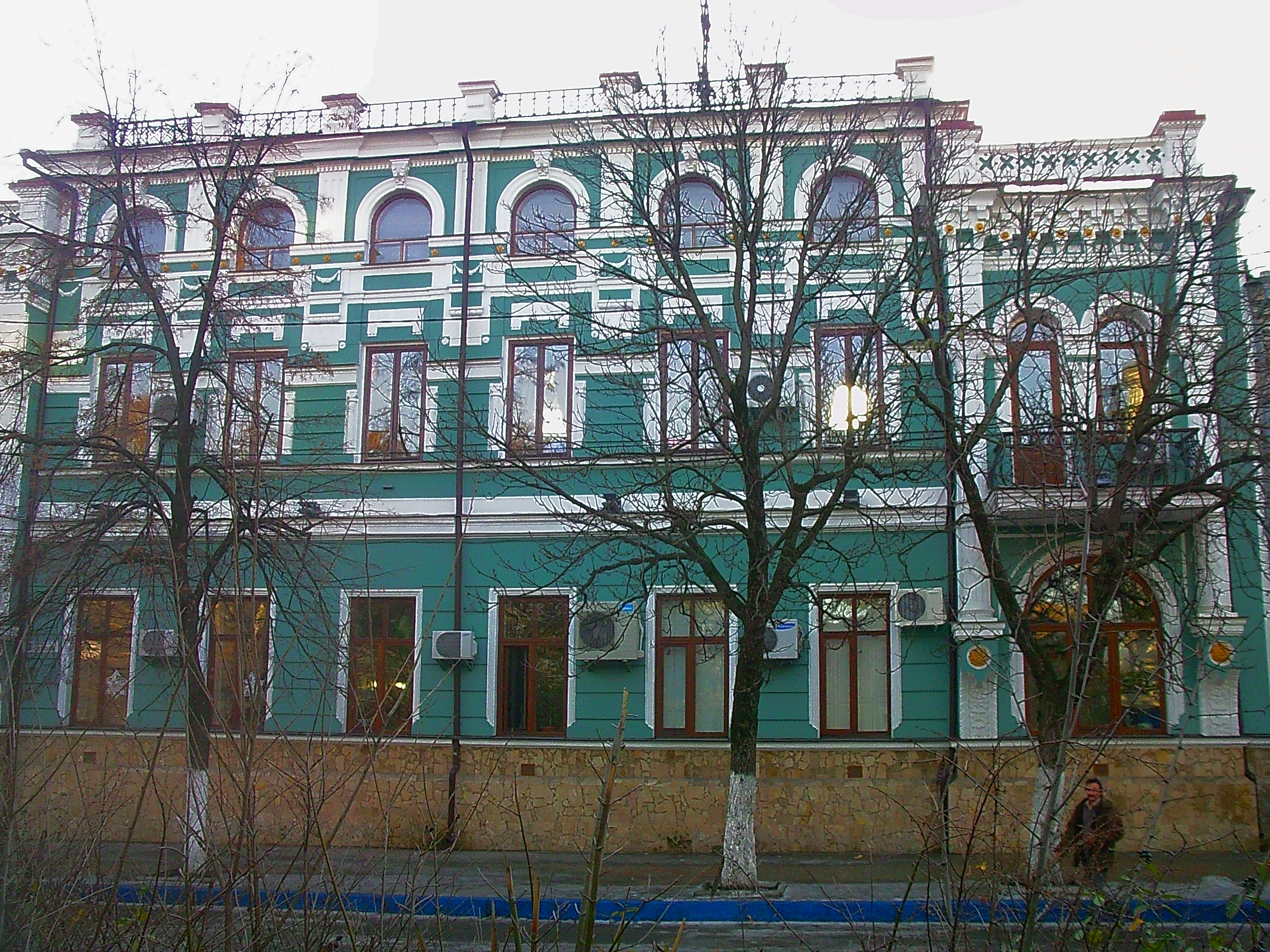
2012 рік

## Вебпосилання
- Профіль на сайті archiportal-crimea.ru Архівовано червень 24, 2021 на сайті Wayback Machine.